# Симеон Маринов
Симеон Маринов е български учител, журналист, поет и писател.

## Биография и творчество
Симеон Маринов Симеонов е роден на 11 декември 1908 г. във Велико Търново, в семейство на учители. Завършва през 1929 г. гимназия в Лом, а през 1931 г. Учителския институт в Шумен. Работи като учител в село Мадан, Монтанско.
След 9 септември 1944 г., в периода 1945-1948 г., е литературен редактор във в-к „Земеделска защита“. Основава и редактира литературното списание „Угари“ в Шумен.
Заедно с работата си пише стихове, произведения свързани със селска тематика и детска литература.
Член е на Българската комунистическа партия и на Съюза на българските писатели.
Симеон Маринов умира на 3 май 1948 г. в София.

## Произведения
- „Земя“ (1933) – стихотворения
- „Утро в равнината“ (1935) – стихотворения
- „Спекула“ (1941) – драма
- „Приключенията на Бимбо и Зимбо“ (1944)
- „Песни за родината“ (1946)
- „Чудният занаят“ (1946) – илюстрована приказка
- „Радостни дни“ (1948) – стихотворения
- „Житни зърна“ (1962) – стихотворения